# 弁華別神社
弁華別神社（べんけべつじんじゃ）は、北海道石狩郡当別町弁華別に所在する神社。『当別町史』には弁華別橿原神社の名で記載されている。
祭神は神武天皇と、その皇后である媛蹈鞴五十鈴媛尊（ひめたたらいすずひめのみこと）の2柱。

## 歴史
1886年（明治19年）7月、弁華別開拓の指導者だった柴藤善三郎が、東京にて39歳で客死した。彼をしのんだ弁華別の人々は、1893年（明治26年）8月9日に「柴藤善三郎之碑」を建立し、以後毎年8月のお盆には祭事を行うようになった。
1905年（明治38年）、神武天皇および皇后を祀り、橿原神宮の遥拝所となる。
1910年（明治43年）、拝殿を新築して弁華別橿原神社と称した。
1932年（昭和7年）、弁華別開拓50年記念事業の一環として神殿を改築し、神社としての体裁を整えた。

## 碑
柴藤善三郎之碑
1893年（明治26年）8月9日建立。この神社の礎となった。
地鎮碑
1895年（明治28年）9月建立。
1925年（大正14年）、台座が寄進される。
1929年（昭和4年）、改造建立される。
馬頭観音碑
1921年（大正10年）4月建立。
弁華別開拓記念碑
1932年（昭和7年）9月3日建立。阿蘇岩産の石が用いられた。
篆額は伊達正人男爵、碑文は当別村戸長を務めた鮎田小隅による。

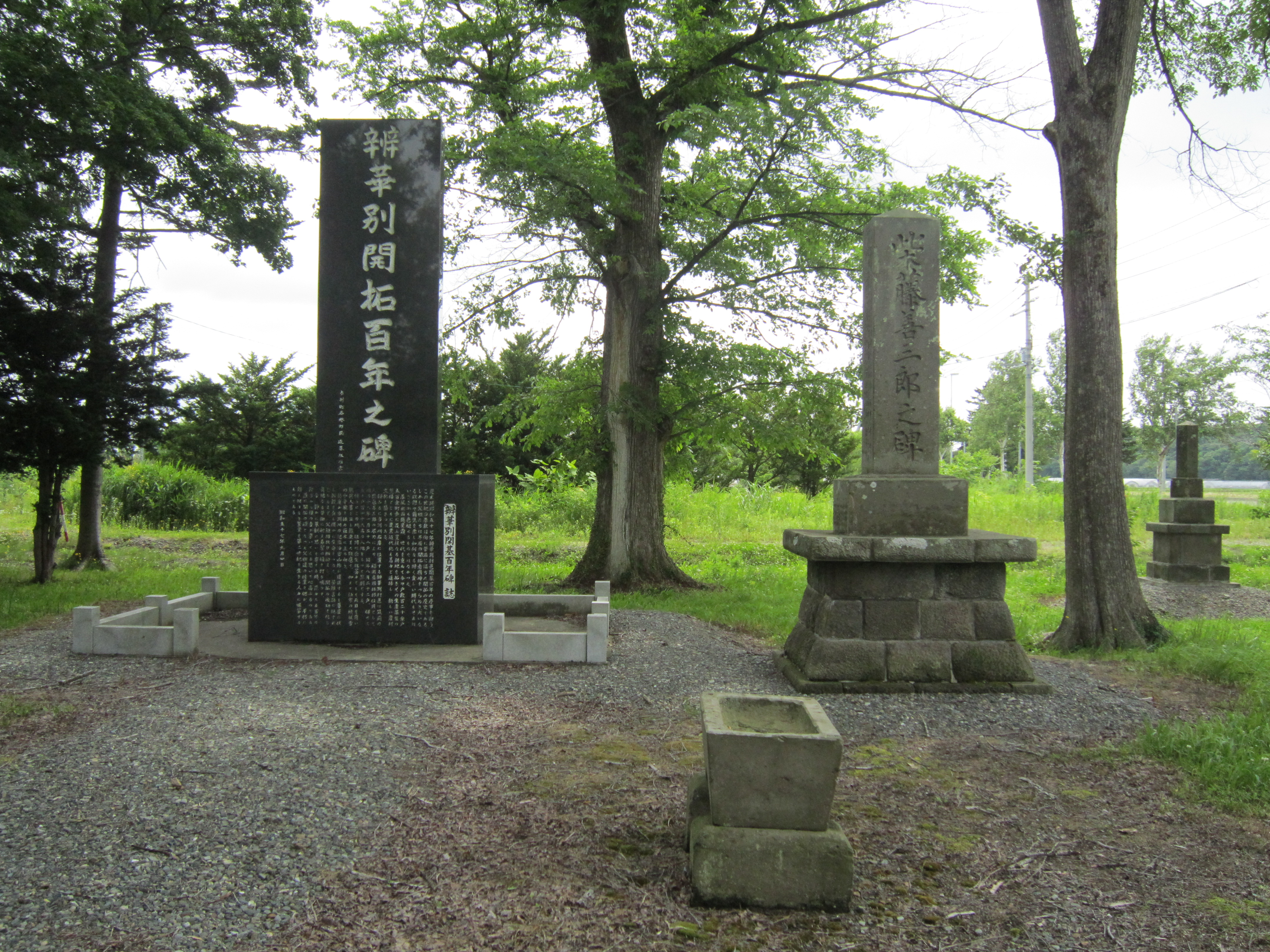
弁華別開拓百年之碑（左）、柴藤善三郎之碑（右）
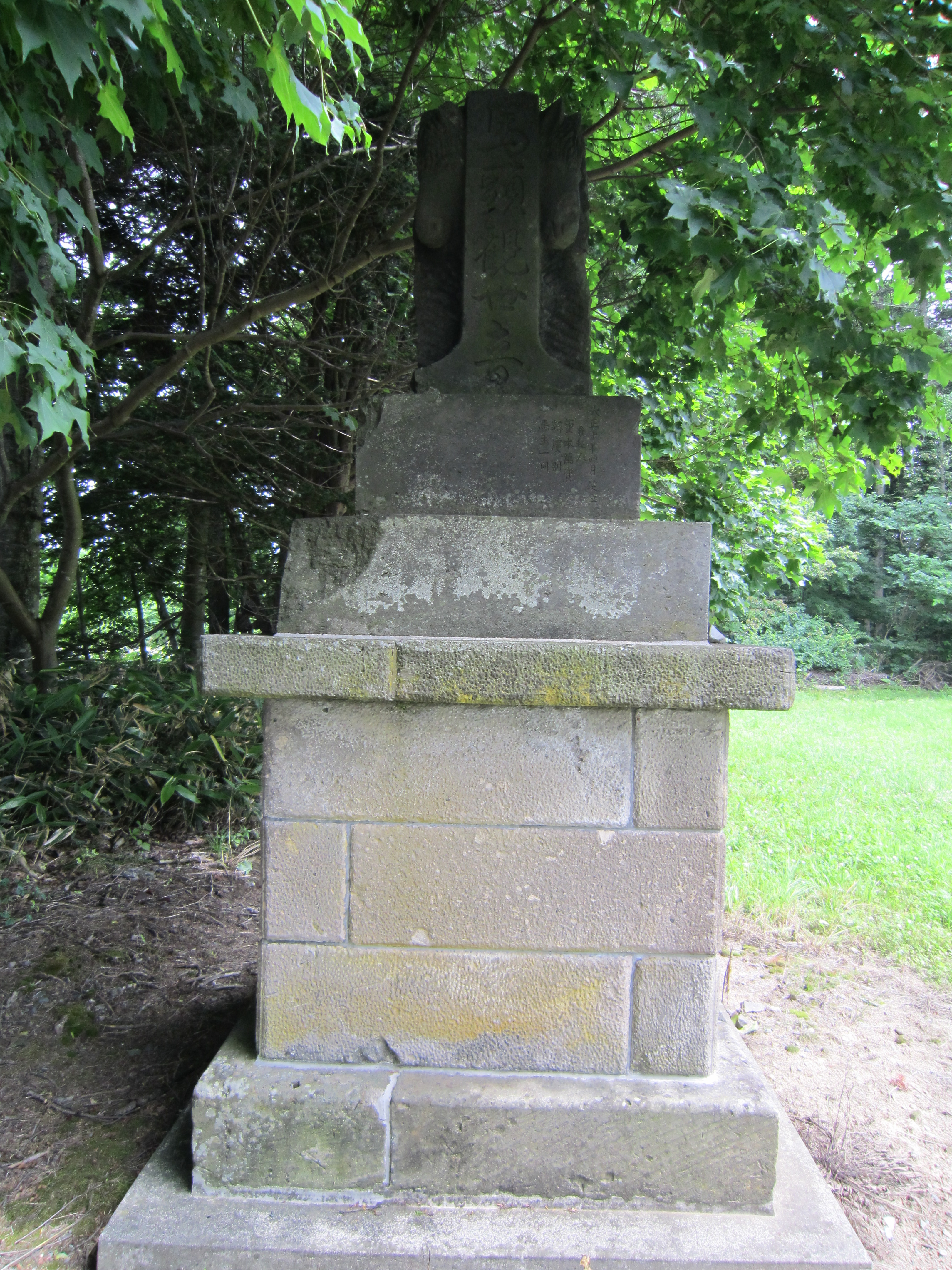
馬頭観音碑
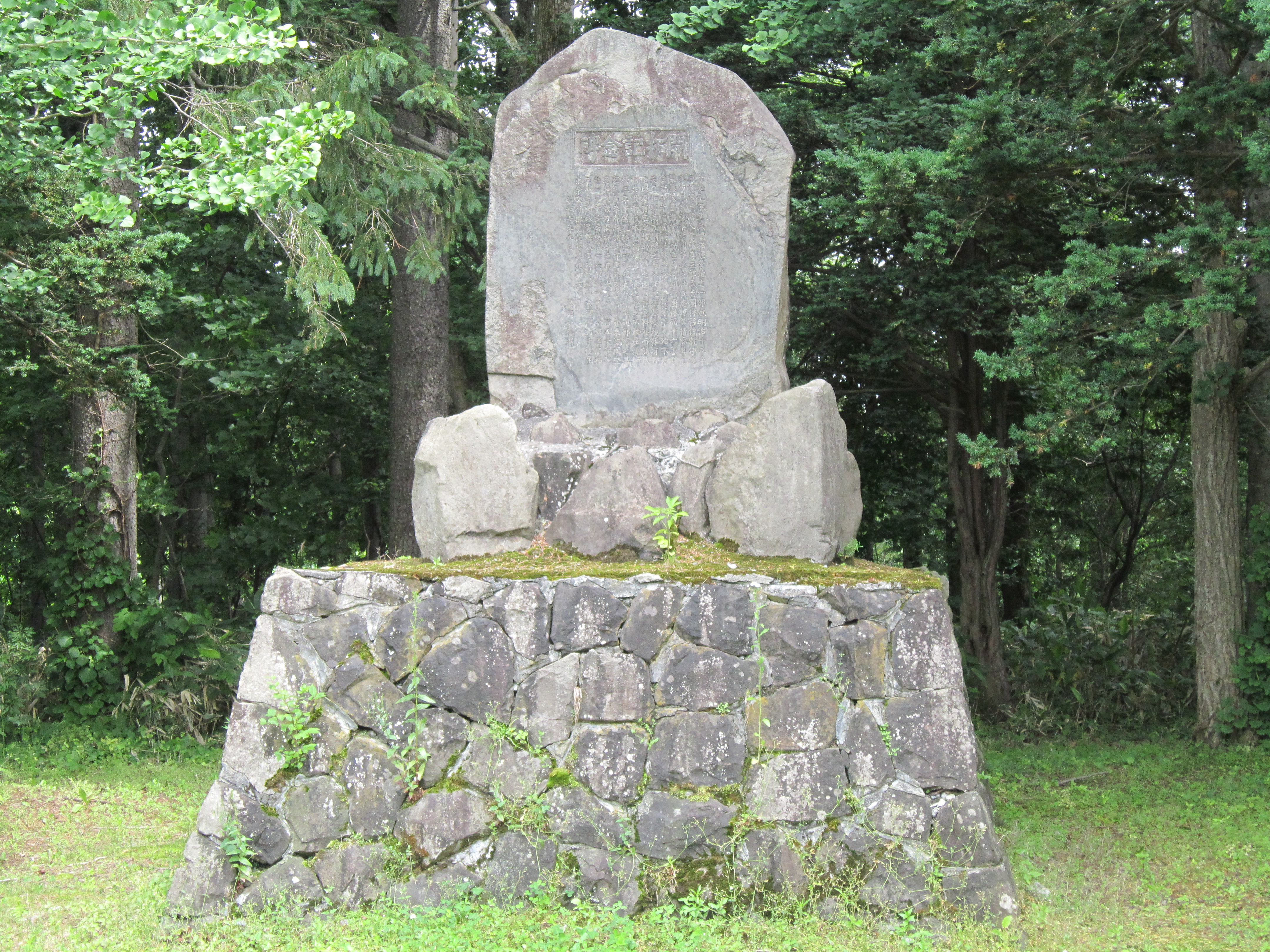
弁華別開拓記念碑